# Habitatge a l'avinguda Pau Casals, 149 (Llinars del Vallès)
L'Habitatge a l'avinguda Pau Casals, 149 és una obra eclèctica de Llinars del Vallès (Vallès Oriental) inclosa a l'Inventari del Patrimoni Arquitectònic de Catalunya.

## Descripció
Edifici amb una paret mitgera. Té dues portes d'accés, una encarada a la carretera i l'altra que dona a un petit jardí. De planta rectangular, força allargada. Consta de planta baixa i dos pisos. A la façana de la carretera imita un encoixinat i té una galeria en el cos superior feta de columnes panxudes. L'altra façana repeteix el mateix motiu de l'encoixinat a la planta baixa, i en els dos pisos té decoració geomètrica i vegetal d'esgrafiats i dos puttis a la zona superior.

## Història
L'arribada del ferrocarril l'any 1855 va suposar el naixement dels primers eixamples del nucli històric. D'una banda trobarem un procés d'urbanització espontani de cases entre parets mitgeres, i de l'altra un conjunt de cases de tipologia de ciutat-jardí, fruit d'una incipient importància del terme com a centre d'estiueig. Ambdues modalitats de construccions seguiran un llenguatge eclèctic, sense arquitectes coneguts.